# Ebles de Ramerupt
Ebles de Ramerupt, ou Ebles de Montdidier, né vers 1070 et mort le 21 juin 1126, est un prélat catholique français, qui fut évêque de Châlons, mais également comte d'Arcis et seigneur de Ramerupt. Il est le fils d'André de Ramerupt, comte d'Arcis et seigneur de Ramerupt, et de sa première épouse Adélaïde.

## Biographie

### Carrière ecclésiastique
Ebles est cité comme archidiacre de Laon vers 1104.
À la mort de Guillaume de Champeaux en 1121, c'est tout d'abord Bernard de Clairvaux lui-même qui aurait été élu pour lui succéder, mais celui-ci refuse cette nomination et propose Ebles pour cette fonction, ce qui est alors accepté à l’unanimité.

### Carrière laïque
Possédant deux frères, Hugues Brito et Olivier, Ebles n'est pas destiné à devoir hériter du comté familial s'il s'engageait dans une carrière ecclésiastique. Mais ceux-ci étant décédés avant leur père André de Ramerupt, à la mort de ce dernier, c'est donc à lui qu'échoit le comté d'Arcis.
Mais à la suite de sa prélature, il ne peut avoir de descendance à qui transmettre son titre comtal. Aussi, lorsqu'il décède en 1126, le comté est démembré et les seigneuries d'Arcis et de Ramerupt sont partagées entre ses deux sœurs. Alix hérite ainsi de Ramerupt tandis qu'Arcis revient à son autre sœur dont le prénom demeure inconnu.